# Potentilla montana
Espèce
La Potentille brillante ou Potentille des montagnes (Potentilla montana) est une espèce de plantes à fleurs de la famille des Rosaceae.

## Synonyme
- Potentilla splendens Ram

## Description
C'est une plante herbacée vivace haute de 5 20 cm, à souche stolonifère. Les tiges sont très grêles, égalant les feuilles, couvertes, ainsi que les pétioles et les pédicelles, de poils mous étalés ; feuilles radicales à 3 folioles obovales-oblongues, pubescentes et vertes en dessus, soyeuses-argentées en dessous et aux bords, munies au sommet de quelques dents courtes et conniventes ; les caulinaires rares, à 1-3 folioles ; fleurs blanches, grandes (15-20 mm de diamètre), 1-4 sur des pédicelles grêles et longs ; calicule plus petit que le calice ; pétales émarginés, 1-2 fois plus longs que le calice.

## Distribution
En France : Landes et bois siliceux de l'Ouest, des Pyrénées Atlantiques à l'Ille-et-Vilaine, l'Eure et les environs de Paris (malgré son épithète spécifique montana, absente des Alpes et autres régions montagneuses de l'Est). Elle est également présente en Espagne et au Portugal.